# Caroline, No
A Caroline, No a Pet Sounds album utolsó dala, Brian Wilson és Tony Asher szerzeménye, amely először Brian Wilson szólókislemezeként jelent meg 1966 márciusában.

## Cím és téma
A dalszöveg megírását Tony Asher egyik régi barátnője inspirálta, aki New York-ba költözött, és amikor Asher néhány hónappal később meglátogatta őt, megdöbbenve tapasztalta, hogy a lány levágatta a haját. „Mintha nem is ugyanaz a lány lett volna. Sokkal világiasabbá vált egy év alatt… Mindegy, az ő neve volt Carol. És amikor először elénekeltem a szöveget Brian-nek, azt énekeltem, »Carol, I know«. Brian viszont úgy értette, »Caroline, No«, ami egy sokkal jobb cím, mint amit eredetileg kitaláltam.” A cím, a szöveg és a dallam kombinációja szívbemarkoló bánatot sugároz: a „Where did your long hair go?” kezdősor azt sugallja, hogy a dal énekesét elszomorítja barátnőjének új frizurája és személyiségének változása.

## Felvételek és a Wrecking Crew
A „Caroline, No” felvételeire 1966. január 31-én került sor a hollywoodi Western Recorders stúdióban. Miként a Pet Sounds többi dalának felvételein, Wilson ez alkalommal is Los Angeles legkeresettebb stúdiózenészeivel rögzítette a dalt, akik Wilson hősének és vetélytársának, Phil Spectornak ülésein is zenéltek, és akiket a szakmában összefoglaló néven The Wrecking Crew néven emlegettek. Noha a Wrecking Crew főként fiatal zenészekből állt, mindannyian dzsesszen iskolázott, professzionális muzsikusok voltak, akik a Beach Boys és Spector felvételei mellett több tucatnyi egyéb dél-kaliforniai zenekar lemezein is közreműködtek, a Byrds-től a Mothers of Invention-ön át a Love-ig.
A „Caroline, No” Brian és a Wrecking Crew együttműködésének egyik csúcsteljesítménye: a hagyományos pophangszerelést csembaló és fuvolák kísérik, a dal bevezetőjében csörgődob és egy üres ásványvizes üveg hangja hallható. A "Caroline, No" a korszak több Wilson-szerzeményéhez hasonlóan erős jazz-befolyásról árulkodik.
Miután Wilson felénekelte megduplázott szólóvokálját, apja, Murry javaslatára az egész dalt felgyorsította egy fél hanggal. Noha ekkor már két éve nem volt a Beach Boys menedzsere, Murry továbbra is gyakran kényszerítette bele fiát ehhez hasonló döntésekbe. Brian ugyanakkor azt állítja, hogy neki is jobban tetszett a felgyorsított változat. Egyes spekulációk szerint a dalt azért gyorsították fel, hogy Wilson hangja fiatalosabbnak hangozzék. (Az eredeti sebességű változat megtalálható az 1997-es The Pet Sounds Sessions box set-en.)
Brian később kijelentette: "A "Caroline, No" a kedvenc dalom a lemezről, a legszebb ballada, amit valaha énekeltem. A dallam és az akkordok is Glenn Millerre emlékeztetnek. Az elúszás olyan, mintha egy 1944-es lemezen szerepelne." A dal végén hallható vonatzajt Wilson a Capitol archívumában találta, s ehhez keverte hozzá kutyái, Banana és Louie ugatását.
Noha a kislemez csak a Billboard-lista 32. helyéig jutott, a "Caroline, No" szerepel a Rolling Stone Minden idők legjobb dalai listáján, a 211. helyen.

## Részletek
- Szerzők: Brian Wilson/Tony Asher
- Album: Pet Sounds
- Hossz: 2:52
- Producer: Brian Wilson
- Instrumentális és vokálfelvételek: 1966. január 31., Western Recorders, Hollywood, Kalifornia. Hangmérnök: Chuck Britz.
- Kutyaugatás: 1966. március 22., Western Recorders, Hollywood, Kalifornia. Hangmérnök: Chuck Britz.
- Kislemez: 1966. március 7., Capitol 5610, Brian Wilson szólókislemezeként. 1966. március 26-án került fel a Billboard kislemezlistájára, 7 hetet töltött a listán, legmagasabb helyezése a 32. volt, amelyet április 30-án ért el.

### Zenészek
- Brian Wilson: szólóvokál
- Hal Blaine: dob
- Frank Capp: vibrafon
- Carol Kaye: basszusgitár
- Glen Campbell: gitár
- Barney Kessel: gitár
- Lyle Ritz: ukelele
- Al de Lory: csembaló
- Steve Douglas: tenorszaxofon
- Bill Green: fuvola
- Jim Horn: fuvola
- Plas Johnson: fuvola
- Jay Migliori: fuvola